# Матч за звание чемпиона мира по шахматам 1894

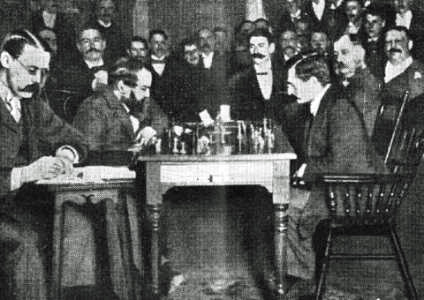
Стейниц — Ласкер

Матч между претендентом Эмануилом Ласкером и чемпионом мира Вильгельмом Стейницем, пятый официальный матч за звание чемпиона мира по шахматам. Он проходил с 15 марта по 26 мая 1894 года в двух городах США Нью-Йорке (партии 1-8), Филадельфии (партии 9-11) и канадском Монреале (партии 12-19).
Матч игрался до 10 побед. Ласкер, выиграв матч, стал вторым чемпионом мира.

## Таблица матча
| №           | Участники      | 1    | 2    | 3    | 4    | 5    | 6    | 7   | 8   | 9    | 10   | 11   | 12  | 13  | 14  | 15   | 16   | 17   | 18   | 19   | Победы | Очки |
| ----------- | -------------- | ---- | ---- | ---- | ---- | ---- | ---- | --- | --- | ---- | ---- | ---- | --- | --- | --- | ---- | ---- | ---- | ---- | ---- | ------ | ---- |
| 1           | Эмануил Ласкер | 1    | 0    | 1    | 0    | ½    | ½    | 1   | 1   | 1    | 1    | 1    | ½   | 0   | 0   | 1    | 1    | 0    | ½    | 1    | 10     | 12   |
| 2           | Уильям Стейниц | 0    | 1    | 0    | 1    | ½    | ½    | 0   | 0   | 0    | 0    | 0    | ½   | 1   | 1   | 0    | 0    | 1    | ½    | 0    | 5      | 7    |
| Игровые дни | Игровые дни    | 15.3 | 19.3 | 21.3 | 23.3 | 27.3 | 29.3 | 3.4 | 5.4 | 14.4 | 19.4 | 21.4 | 3.5 | 5.5 | 8.5 | 15.5 | 17.5 | 19.5 | 22.5 | 26.5 |        |      |

## Примечательные партии

### Ласкер — Стейниц
|   | a | b | c | d | e | f | g | h |   |
| - | --- | --- | --- | --- | --- | --- | --- | --- | - |
| 8 | e8 чёрная ладья · h8 чёрный конь · b7 чёрная пешка · f7 чёрный король · h7 белая пешка · a6 чёрная пешка · f6 чёрная пешка · g6 чёрная пешка · d5 чёрная пешка · e5 чёрный ферзь · f5 белый слон · c4 чёрная пешка · h4 белый ферзь · a3 белая пешка · e3 чёрная ладья · b2 белая пешка · c2 белая пешка · b1 белый король · f1 белая ладья · g1 белая ладья | e8 чёрная ладья · h8 чёрный конь · b7 чёрная пешка · f7 чёрный король · h7 белая пешка · a6 чёрная пешка · f6 чёрная пешка · g6 чёрная пешка · d5 чёрная пешка · e5 чёрный ферзь · f5 белый слон · c4 чёрная пешка · h4 белый ферзь · a3 белая пешка · e3 чёрная ладья · b2 белая пешка · c2 белая пешка · b1 белый король · f1 белая ладья · g1 белая ладья | e8 чёрная ладья · h8 чёрный конь · b7 чёрная пешка · f7 чёрный король · h7 белая пешка · a6 чёрная пешка · f6 чёрная пешка · g6 чёрная пешка · d5 чёрная пешка · e5 чёрный ферзь · f5 белый слон · c4 чёрная пешка · h4 белый ферзь · a3 белая пешка · e3 чёрная ладья · b2 белая пешка · c2 белая пешка · b1 белый король · f1 белая ладья · g1 белая ладья | e8 чёрная ладья · h8 чёрный конь · b7 чёрная пешка · f7 чёрный король · h7 белая пешка · a6 чёрная пешка · f6 чёрная пешка · g6 чёрная пешка · d5 чёрная пешка · e5 чёрный ферзь · f5 белый слон · c4 чёрная пешка · h4 белый ферзь · a3 белая пешка · e3 чёрная ладья · b2 белая пешка · c2 белая пешка · b1 белый король · f1 белая ладья · g1 белая ладья | e8 чёрная ладья · h8 чёрный конь · b7 чёрная пешка · f7 чёрный король · h7 белая пешка · a6 чёрная пешка · f6 чёрная пешка · g6 чёрная пешка · d5 чёрная пешка · e5 чёрный ферзь · f5 белый слон · c4 чёрная пешка · h4 белый ферзь · a3 белая пешка · e3 чёрная ладья · b2 белая пешка · c2 белая пешка · b1 белый король · f1 белая ладья · g1 белая ладья | e8 чёрная ладья · h8 чёрный конь · b7 чёрная пешка · f7 чёрный король · h7 белая пешка · a6 чёрная пешка · f6 чёрная пешка · g6 чёрная пешка · d5 чёрная пешка · e5 чёрный ферзь · f5 белый слон · c4 чёрная пешка · h4 белый ферзь · a3 белая пешка · e3 чёрная ладья · b2 белая пешка · c2 белая пешка · b1 белый король · f1 белая ладья · g1 белая ладья | e8 чёрная ладья · h8 чёрный конь · b7 чёрная пешка · f7 чёрный король · h7 белая пешка · a6 чёрная пешка · f6 чёрная пешка · g6 чёрная пешка · d5 чёрная пешка · e5 чёрный ферзь · f5 белый слон · c4 чёрная пешка · h4 белый ферзь · a3 белая пешка · e3 чёрная ладья · b2 белая пешка · c2 белая пешка · b1 белый король · f1 белая ладья · g1 белая ладья | e8 чёрная ладья · h8 чёрный конь · b7 чёрная пешка · f7 чёрный король · h7 белая пешка · a6 чёрная пешка · f6 чёрная пешка · g6 чёрная пешка · d5 чёрная пешка · e5 чёрный ферзь · f5 белый слон · c4 чёрная пешка · h4 белый ферзь · a3 белая пешка · e3 чёрная ладья · b2 белая пешка · c2 белая пешка · b1 белый король · f1 белая ладья · g1 белая ладья | 8 |
| 7 | e8 чёрная ладья · h8 чёрный конь · b7 чёрная пешка · f7 чёрный король · h7 белая пешка · a6 чёрная пешка · f6 чёрная пешка · g6 чёрная пешка · d5 чёрная пешка · e5 чёрный ферзь · f5 белый слон · c4 чёрная пешка · h4 белый ферзь · a3 белая пешка · e3 чёрная ладья · b2 белая пешка · c2 белая пешка · b1 белый король · f1 белая ладья · g1 белая ладья | e8 чёрная ладья · h8 чёрный конь · b7 чёрная пешка · f7 чёрный король · h7 белая пешка · a6 чёрная пешка · f6 чёрная пешка · g6 чёрная пешка · d5 чёрная пешка · e5 чёрный ферзь · f5 белый слон · c4 чёрная пешка · h4 белый ферзь · a3 белая пешка · e3 чёрная ладья · b2 белая пешка · c2 белая пешка · b1 белый король · f1 белая ладья · g1 белая ладья | e8 чёрная ладья · h8 чёрный конь · b7 чёрная пешка · f7 чёрный король · h7 белая пешка · a6 чёрная пешка · f6 чёрная пешка · g6 чёрная пешка · d5 чёрная пешка · e5 чёрный ферзь · f5 белый слон · c4 чёрная пешка · h4 белый ферзь · a3 белая пешка · e3 чёрная ладья · b2 белая пешка · c2 белая пешка · b1 белый король · f1 белая ладья · g1 белая ладья | e8 чёрная ладья · h8 чёрный конь · b7 чёрная пешка · f7 чёрный король · h7 белая пешка · a6 чёрная пешка · f6 чёрная пешка · g6 чёрная пешка · d5 чёрная пешка · e5 чёрный ферзь · f5 белый слон · c4 чёрная пешка · h4 белый ферзь · a3 белая пешка · e3 чёрная ладья · b2 белая пешка · c2 белая пешка · b1 белый король · f1 белая ладья · g1 белая ладья | e8 чёрная ладья · h8 чёрный конь · b7 чёрная пешка · f7 чёрный король · h7 белая пешка · a6 чёрная пешка · f6 чёрная пешка · g6 чёрная пешка · d5 чёрная пешка · e5 чёрный ферзь · f5 белый слон · c4 чёрная пешка · h4 белый ферзь · a3 белая пешка · e3 чёрная ладья · b2 белая пешка · c2 белая пешка · b1 белый король · f1 белая ладья · g1 белая ладья | e8 чёрная ладья · h8 чёрный конь · b7 чёрная пешка · f7 чёрный король · h7 белая пешка · a6 чёрная пешка · f6 чёрная пешка · g6 чёрная пешка · d5 чёрная пешка · e5 чёрный ферзь · f5 белый слон · c4 чёрная пешка · h4 белый ферзь · a3 белая пешка · e3 чёрная ладья · b2 белая пешка · c2 белая пешка · b1 белый король · f1 белая ладья · g1 белая ладья | e8 чёрная ладья · h8 чёрный конь · b7 чёрная пешка · f7 чёрный король · h7 белая пешка · a6 чёрная пешка · f6 чёрная пешка · g6 чёрная пешка · d5 чёрная пешка · e5 чёрный ферзь · f5 белый слон · c4 чёрная пешка · h4 белый ферзь · a3 белая пешка · e3 чёрная ладья · b2 белая пешка · c2 белая пешка · b1 белый король · f1 белая ладья · g1 белая ладья | e8 чёрная ладья · h8 чёрный конь · b7 чёрная пешка · f7 чёрный король · h7 белая пешка · a6 чёрная пешка · f6 чёрная пешка · g6 чёрная пешка · d5 чёрная пешка · e5 чёрный ферзь · f5 белый слон · c4 чёрная пешка · h4 белый ферзь · a3 белая пешка · e3 чёрная ладья · b2 белая пешка · c2 белая пешка · b1 белый король · f1 белая ладья · g1 белая ладья | 7 |
| 6 | e8 чёрная ладья · h8 чёрный конь · b7 чёрная пешка · f7 чёрный король · h7 белая пешка · a6 чёрная пешка · f6 чёрная пешка · g6 чёрная пешка · d5 чёрная пешка · e5 чёрный ферзь · f5 белый слон · c4 чёрная пешка · h4 белый ферзь · a3 белая пешка · e3 чёрная ладья · b2 белая пешка · c2 белая пешка · b1 белый король · f1 белая ладья · g1 белая ладья | e8 чёрная ладья · h8 чёрный конь · b7 чёрная пешка · f7 чёрный король · h7 белая пешка · a6 чёрная пешка · f6 чёрная пешка · g6 чёрная пешка · d5 чёрная пешка · e5 чёрный ферзь · f5 белый слон · c4 чёрная пешка · h4 белый ферзь · a3 белая пешка · e3 чёрная ладья · b2 белая пешка · c2 белая пешка · b1 белый король · f1 белая ладья · g1 белая ладья | e8 чёрная ладья · h8 чёрный конь · b7 чёрная пешка · f7 чёрный король · h7 белая пешка · a6 чёрная пешка · f6 чёрная пешка · g6 чёрная пешка · d5 чёрная пешка · e5 чёрный ферзь · f5 белый слон · c4 чёрная пешка · h4 белый ферзь · a3 белая пешка · e3 чёрная ладья · b2 белая пешка · c2 белая пешка · b1 белый король · f1 белая ладья · g1 белая ладья | e8 чёрная ладья · h8 чёрный конь · b7 чёрная пешка · f7 чёрный король · h7 белая пешка · a6 чёрная пешка · f6 чёрная пешка · g6 чёрная пешка · d5 чёрная пешка · e5 чёрный ферзь · f5 белый слон · c4 чёрная пешка · h4 белый ферзь · a3 белая пешка · e3 чёрная ладья · b2 белая пешка · c2 белая пешка · b1 белый король · f1 белая ладья · g1 белая ладья | e8 чёрная ладья · h8 чёрный конь · b7 чёрная пешка · f7 чёрный король · h7 белая пешка · a6 чёрная пешка · f6 чёрная пешка · g6 чёрная пешка · d5 чёрная пешка · e5 чёрный ферзь · f5 белый слон · c4 чёрная пешка · h4 белый ферзь · a3 белая пешка · e3 чёрная ладья · b2 белая пешка · c2 белая пешка · b1 белый король · f1 белая ладья · g1 белая ладья | e8 чёрная ладья · h8 чёрный конь · b7 чёрная пешка · f7 чёрный король · h7 белая пешка · a6 чёрная пешка · f6 чёрная пешка · g6 чёрная пешка · d5 чёрная пешка · e5 чёрный ферзь · f5 белый слон · c4 чёрная пешка · h4 белый ферзь · a3 белая пешка · e3 чёрная ладья · b2 белая пешка · c2 белая пешка · b1 белый король · f1 белая ладья · g1 белая ладья | e8 чёрная ладья · h8 чёрный конь · b7 чёрная пешка · f7 чёрный король · h7 белая пешка · a6 чёрная пешка · f6 чёрная пешка · g6 чёрная пешка · d5 чёрная пешка · e5 чёрный ферзь · f5 белый слон · c4 чёрная пешка · h4 белый ферзь · a3 белая пешка · e3 чёрная ладья · b2 белая пешка · c2 белая пешка · b1 белый король · f1 белая ладья · g1 белая ладья | e8 чёрная ладья · h8 чёрный конь · b7 чёрная пешка · f7 чёрный король · h7 белая пешка · a6 чёрная пешка · f6 чёрная пешка · g6 чёрная пешка · d5 чёрная пешка · e5 чёрный ферзь · f5 белый слон · c4 чёрная пешка · h4 белый ферзь · a3 белая пешка · e3 чёрная ладья · b2 белая пешка · c2 белая пешка · b1 белый король · f1 белая ладья · g1 белая ладья | 6 |
| 5 | e8 чёрная ладья · h8 чёрный конь · b7 чёрная пешка · f7 чёрный король · h7 белая пешка · a6 чёрная пешка · f6 чёрная пешка · g6 чёрная пешка · d5 чёрная пешка · e5 чёрный ферзь · f5 белый слон · c4 чёрная пешка · h4 белый ферзь · a3 белая пешка · e3 чёрная ладья · b2 белая пешка · c2 белая пешка · b1 белый король · f1 белая ладья · g1 белая ладья | e8 чёрная ладья · h8 чёрный конь · b7 чёрная пешка · f7 чёрный король · h7 белая пешка · a6 чёрная пешка · f6 чёрная пешка · g6 чёрная пешка · d5 чёрная пешка · e5 чёрный ферзь · f5 белый слон · c4 чёрная пешка · h4 белый ферзь · a3 белая пешка · e3 чёрная ладья · b2 белая пешка · c2 белая пешка · b1 белый король · f1 белая ладья · g1 белая ладья | e8 чёрная ладья · h8 чёрный конь · b7 чёрная пешка · f7 чёрный король · h7 белая пешка · a6 чёрная пешка · f6 чёрная пешка · g6 чёрная пешка · d5 чёрная пешка · e5 чёрный ферзь · f5 белый слон · c4 чёрная пешка · h4 белый ферзь · a3 белая пешка · e3 чёрная ладья · b2 белая пешка · c2 белая пешка · b1 белый король · f1 белая ладья · g1 белая ладья | e8 чёрная ладья · h8 чёрный конь · b7 чёрная пешка · f7 чёрный король · h7 белая пешка · a6 чёрная пешка · f6 чёрная пешка · g6 чёрная пешка · d5 чёрная пешка · e5 чёрный ферзь · f5 белый слон · c4 чёрная пешка · h4 белый ферзь · a3 белая пешка · e3 чёрная ладья · b2 белая пешка · c2 белая пешка · b1 белый король · f1 белая ладья · g1 белая ладья | e8 чёрная ладья · h8 чёрный конь · b7 чёрная пешка · f7 чёрный король · h7 белая пешка · a6 чёрная пешка · f6 чёрная пешка · g6 чёрная пешка · d5 чёрная пешка · e5 чёрный ферзь · f5 белый слон · c4 чёрная пешка · h4 белый ферзь · a3 белая пешка · e3 чёрная ладья · b2 белая пешка · c2 белая пешка · b1 белый король · f1 белая ладья · g1 белая ладья | e8 чёрная ладья · h8 чёрный конь · b7 чёрная пешка · f7 чёрный король · h7 белая пешка · a6 чёрная пешка · f6 чёрная пешка · g6 чёрная пешка · d5 чёрная пешка · e5 чёрный ферзь · f5 белый слон · c4 чёрная пешка · h4 белый ферзь · a3 белая пешка · e3 чёрная ладья · b2 белая пешка · c2 белая пешка · b1 белый король · f1 белая ладья · g1 белая ладья | e8 чёрная ладья · h8 чёрный конь · b7 чёрная пешка · f7 чёрный король · h7 белая пешка · a6 чёрная пешка · f6 чёрная пешка · g6 чёрная пешка · d5 чёрная пешка · e5 чёрный ферзь · f5 белый слон · c4 чёрная пешка · h4 белый ферзь · a3 белая пешка · e3 чёрная ладья · b2 белая пешка · c2 белая пешка · b1 белый король · f1 белая ладья · g1 белая ладья | e8 чёрная ладья · h8 чёрный конь · b7 чёрная пешка · f7 чёрный король · h7 белая пешка · a6 чёрная пешка · f6 чёрная пешка · g6 чёрная пешка · d5 чёрная пешка · e5 чёрный ферзь · f5 белый слон · c4 чёрная пешка · h4 белый ферзь · a3 белая пешка · e3 чёрная ладья · b2 белая пешка · c2 белая пешка · b1 белый король · f1 белая ладья · g1 белая ладья | 5 |
| 4 | e8 чёрная ладья · h8 чёрный конь · b7 чёрная пешка · f7 чёрный король · h7 белая пешка · a6 чёрная пешка · f6 чёрная пешка · g6 чёрная пешка · d5 чёрная пешка · e5 чёрный ферзь · f5 белый слон · c4 чёрная пешка · h4 белый ферзь · a3 белая пешка · e3 чёрная ладья · b2 белая пешка · c2 белая пешка · b1 белый король · f1 белая ладья · g1 белая ладья | e8 чёрная ладья · h8 чёрный конь · b7 чёрная пешка · f7 чёрный король · h7 белая пешка · a6 чёрная пешка · f6 чёрная пешка · g6 чёрная пешка · d5 чёрная пешка · e5 чёрный ферзь · f5 белый слон · c4 чёрная пешка · h4 белый ферзь · a3 белая пешка · e3 чёрная ладья · b2 белая пешка · c2 белая пешка · b1 белый король · f1 белая ладья · g1 белая ладья | e8 чёрная ладья · h8 чёрный конь · b7 чёрная пешка · f7 чёрный король · h7 белая пешка · a6 чёрная пешка · f6 чёрная пешка · g6 чёрная пешка · d5 чёрная пешка · e5 чёрный ферзь · f5 белый слон · c4 чёрная пешка · h4 белый ферзь · a3 белая пешка · e3 чёрная ладья · b2 белая пешка · c2 белая пешка · b1 белый король · f1 белая ладья · g1 белая ладья | e8 чёрная ладья · h8 чёрный конь · b7 чёрная пешка · f7 чёрный король · h7 белая пешка · a6 чёрная пешка · f6 чёрная пешка · g6 чёрная пешка · d5 чёрная пешка · e5 чёрный ферзь · f5 белый слон · c4 чёрная пешка · h4 белый ферзь · a3 белая пешка · e3 чёрная ладья · b2 белая пешка · c2 белая пешка · b1 белый король · f1 белая ладья · g1 белая ладья | e8 чёрная ладья · h8 чёрный конь · b7 чёрная пешка · f7 чёрный король · h7 белая пешка · a6 чёрная пешка · f6 чёрная пешка · g6 чёрная пешка · d5 чёрная пешка · e5 чёрный ферзь · f5 белый слон · c4 чёрная пешка · h4 белый ферзь · a3 белая пешка · e3 чёрная ладья · b2 белая пешка · c2 белая пешка · b1 белый король · f1 белая ладья · g1 белая ладья | e8 чёрная ладья · h8 чёрный конь · b7 чёрная пешка · f7 чёрный король · h7 белая пешка · a6 чёрная пешка · f6 чёрная пешка · g6 чёрная пешка · d5 чёрная пешка · e5 чёрный ферзь · f5 белый слон · c4 чёрная пешка · h4 белый ферзь · a3 белая пешка · e3 чёрная ладья · b2 белая пешка · c2 белая пешка · b1 белый король · f1 белая ладья · g1 белая ладья | e8 чёрная ладья · h8 чёрный конь · b7 чёрная пешка · f7 чёрный король · h7 белая пешка · a6 чёрная пешка · f6 чёрная пешка · g6 чёрная пешка · d5 чёрная пешка · e5 чёрный ферзь · f5 белый слон · c4 чёрная пешка · h4 белый ферзь · a3 белая пешка · e3 чёрная ладья · b2 белая пешка · c2 белая пешка · b1 белый король · f1 белая ладья · g1 белая ладья | e8 чёрная ладья · h8 чёрный конь · b7 чёрная пешка · f7 чёрный король · h7 белая пешка · a6 чёрная пешка · f6 чёрная пешка · g6 чёрная пешка · d5 чёрная пешка · e5 чёрный ферзь · f5 белый слон · c4 чёрная пешка · h4 белый ферзь · a3 белая пешка · e3 чёрная ладья · b2 белая пешка · c2 белая пешка · b1 белый король · f1 белая ладья · g1 белая ладья | 4 |
| 3 | e8 чёрная ладья · h8 чёрный конь · b7 чёрная пешка · f7 чёрный король · h7 белая пешка · a6 чёрная пешка · f6 чёрная пешка · g6 чёрная пешка · d5 чёрная пешка · e5 чёрный ферзь · f5 белый слон · c4 чёрная пешка · h4 белый ферзь · a3 белая пешка · e3 чёрная ладья · b2 белая пешка · c2 белая пешка · b1 белый король · f1 белая ладья · g1 белая ладья | e8 чёрная ладья · h8 чёрный конь · b7 чёрная пешка · f7 чёрный король · h7 белая пешка · a6 чёрная пешка · f6 чёрная пешка · g6 чёрная пешка · d5 чёрная пешка · e5 чёрный ферзь · f5 белый слон · c4 чёрная пешка · h4 белый ферзь · a3 белая пешка · e3 чёрная ладья · b2 белая пешка · c2 белая пешка · b1 белый король · f1 белая ладья · g1 белая ладья | e8 чёрная ладья · h8 чёрный конь · b7 чёрная пешка · f7 чёрный король · h7 белая пешка · a6 чёрная пешка · f6 чёрная пешка · g6 чёрная пешка · d5 чёрная пешка · e5 чёрный ферзь · f5 белый слон · c4 чёрная пешка · h4 белый ферзь · a3 белая пешка · e3 чёрная ладья · b2 белая пешка · c2 белая пешка · b1 белый король · f1 белая ладья · g1 белая ладья | e8 чёрная ладья · h8 чёрный конь · b7 чёрная пешка · f7 чёрный король · h7 белая пешка · a6 чёрная пешка · f6 чёрная пешка · g6 чёрная пешка · d5 чёрная пешка · e5 чёрный ферзь · f5 белый слон · c4 чёрная пешка · h4 белый ферзь · a3 белая пешка · e3 чёрная ладья · b2 белая пешка · c2 белая пешка · b1 белый король · f1 белая ладья · g1 белая ладья | e8 чёрная ладья · h8 чёрный конь · b7 чёрная пешка · f7 чёрный король · h7 белая пешка · a6 чёрная пешка · f6 чёрная пешка · g6 чёрная пешка · d5 чёрная пешка · e5 чёрный ферзь · f5 белый слон · c4 чёрная пешка · h4 белый ферзь · a3 белая пешка · e3 чёрная ладья · b2 белая пешка · c2 белая пешка · b1 белый король · f1 белая ладья · g1 белая ладья | e8 чёрная ладья · h8 чёрный конь · b7 чёрная пешка · f7 чёрный король · h7 белая пешка · a6 чёрная пешка · f6 чёрная пешка · g6 чёрная пешка · d5 чёрная пешка · e5 чёрный ферзь · f5 белый слон · c4 чёрная пешка · h4 белый ферзь · a3 белая пешка · e3 чёрная ладья · b2 белая пешка · c2 белая пешка · b1 белый король · f1 белая ладья · g1 белая ладья | e8 чёрная ладья · h8 чёрный конь · b7 чёрная пешка · f7 чёрный король · h7 белая пешка · a6 чёрная пешка · f6 чёрная пешка · g6 чёрная пешка · d5 чёрная пешка · e5 чёрный ферзь · f5 белый слон · c4 чёрная пешка · h4 белый ферзь · a3 белая пешка · e3 чёрная ладья · b2 белая пешка · c2 белая пешка · b1 белый король · f1 белая ладья · g1 белая ладья | e8 чёрная ладья · h8 чёрный конь · b7 чёрная пешка · f7 чёрный король · h7 белая пешка · a6 чёрная пешка · f6 чёрная пешка · g6 чёрная пешка · d5 чёрная пешка · e5 чёрный ферзь · f5 белый слон · c4 чёрная пешка · h4 белый ферзь · a3 белая пешка · e3 чёрная ладья · b2 белая пешка · c2 белая пешка · b1 белый король · f1 белая ладья · g1 белая ладья | 3 |
| 2 | e8 чёрная ладья · h8 чёрный конь · b7 чёрная пешка · f7 чёрный король · h7 белая пешка · a6 чёрная пешка · f6 чёрная пешка · g6 чёрная пешка · d5 чёрная пешка · e5 чёрный ферзь · f5 белый слон · c4 чёрная пешка · h4 белый ферзь · a3 белая пешка · e3 чёрная ладья · b2 белая пешка · c2 белая пешка · b1 белый король · f1 белая ладья · g1 белая ладья | e8 чёрная ладья · h8 чёрный конь · b7 чёрная пешка · f7 чёрный король · h7 белая пешка · a6 чёрная пешка · f6 чёрная пешка · g6 чёрная пешка · d5 чёрная пешка · e5 чёрный ферзь · f5 белый слон · c4 чёрная пешка · h4 белый ферзь · a3 белая пешка · e3 чёрная ладья · b2 белая пешка · c2 белая пешка · b1 белый король · f1 белая ладья · g1 белая ладья | e8 чёрная ладья · h8 чёрный конь · b7 чёрная пешка · f7 чёрный король · h7 белая пешка · a6 чёрная пешка · f6 чёрная пешка · g6 чёрная пешка · d5 чёрная пешка · e5 чёрный ферзь · f5 белый слон · c4 чёрная пешка · h4 белый ферзь · a3 белая пешка · e3 чёрная ладья · b2 белая пешка · c2 белая пешка · b1 белый король · f1 белая ладья · g1 белая ладья | e8 чёрная ладья · h8 чёрный конь · b7 чёрная пешка · f7 чёрный король · h7 белая пешка · a6 чёрная пешка · f6 чёрная пешка · g6 чёрная пешка · d5 чёрная пешка · e5 чёрный ферзь · f5 белый слон · c4 чёрная пешка · h4 белый ферзь · a3 белая пешка · e3 чёрная ладья · b2 белая пешка · c2 белая пешка · b1 белый король · f1 белая ладья · g1 белая ладья | e8 чёрная ладья · h8 чёрный конь · b7 чёрная пешка · f7 чёрный король · h7 белая пешка · a6 чёрная пешка · f6 чёрная пешка · g6 чёрная пешка · d5 чёрная пешка · e5 чёрный ферзь · f5 белый слон · c4 чёрная пешка · h4 белый ферзь · a3 белая пешка · e3 чёрная ладья · b2 белая пешка · c2 белая пешка · b1 белый король · f1 белая ладья · g1 белая ладья | e8 чёрная ладья · h8 чёрный конь · b7 чёрная пешка · f7 чёрный король · h7 белая пешка · a6 чёрная пешка · f6 чёрная пешка · g6 чёрная пешка · d5 чёрная пешка · e5 чёрный ферзь · f5 белый слон · c4 чёрная пешка · h4 белый ферзь · a3 белая пешка · e3 чёрная ладья · b2 белая пешка · c2 белая пешка · b1 белый король · f1 белая ладья · g1 белая ладья | e8 чёрная ладья · h8 чёрный конь · b7 чёрная пешка · f7 чёрный король · h7 белая пешка · a6 чёрная пешка · f6 чёрная пешка · g6 чёрная пешка · d5 чёрная пешка · e5 чёрный ферзь · f5 белый слон · c4 чёрная пешка · h4 белый ферзь · a3 белая пешка · e3 чёрная ладья · b2 белая пешка · c2 белая пешка · b1 белый король · f1 белая ладья · g1 белая ладья | e8 чёрная ладья · h8 чёрный конь · b7 чёрная пешка · f7 чёрный король · h7 белая пешка · a6 чёрная пешка · f6 чёрная пешка · g6 чёрная пешка · d5 чёрная пешка · e5 чёрный ферзь · f5 белый слон · c4 чёрная пешка · h4 белый ферзь · a3 белая пешка · e3 чёрная ладья · b2 белая пешка · c2 белая пешка · b1 белый король · f1 белая ладья · g1 белая ладья | 2 |
| 1 | e8 чёрная ладья · h8 чёрный конь · b7 чёрная пешка · f7 чёрный король · h7 белая пешка · a6 чёрная пешка · f6 чёрная пешка · g6 чёрная пешка · d5 чёрная пешка · e5 чёрный ферзь · f5 белый слон · c4 чёрная пешка · h4 белый ферзь · a3 белая пешка · e3 чёрная ладья · b2 белая пешка · c2 белая пешка · b1 белый король · f1 белая ладья · g1 белая ладья | e8 чёрная ладья · h8 чёрный конь · b7 чёрная пешка · f7 чёрный король · h7 белая пешка · a6 чёрная пешка · f6 чёрная пешка · g6 чёрная пешка · d5 чёрная пешка · e5 чёрный ферзь · f5 белый слон · c4 чёрная пешка · h4 белый ферзь · a3 белая пешка · e3 чёрная ладья · b2 белая пешка · c2 белая пешка · b1 белый король · f1 белая ладья · g1 белая ладья | e8 чёрная ладья · h8 чёрный конь · b7 чёрная пешка · f7 чёрный король · h7 белая пешка · a6 чёрная пешка · f6 чёрная пешка · g6 чёрная пешка · d5 чёрная пешка · e5 чёрный ферзь · f5 белый слон · c4 чёрная пешка · h4 белый ферзь · a3 белая пешка · e3 чёрная ладья · b2 белая пешка · c2 белая пешка · b1 белый король · f1 белая ладья · g1 белая ладья | e8 чёрная ладья · h8 чёрный конь · b7 чёрная пешка · f7 чёрный король · h7 белая пешка · a6 чёрная пешка · f6 чёрная пешка · g6 чёрная пешка · d5 чёрная пешка · e5 чёрный ферзь · f5 белый слон · c4 чёрная пешка · h4 белый ферзь · a3 белая пешка · e3 чёрная ладья · b2 белая пешка · c2 белая пешка · b1 белый король · f1 белая ладья · g1 белая ладья | e8 чёрная ладья · h8 чёрный конь · b7 чёрная пешка · f7 чёрный король · h7 белая пешка · a6 чёрная пешка · f6 чёрная пешка · g6 чёрная пешка · d5 чёрная пешка · e5 чёрный ферзь · f5 белый слон · c4 чёрная пешка · h4 белый ферзь · a3 белая пешка · e3 чёрная ладья · b2 белая пешка · c2 белая пешка · b1 белый король · f1 белая ладья · g1 белая ладья | e8 чёрная ладья · h8 чёрный конь · b7 чёрная пешка · f7 чёрный король · h7 белая пешка · a6 чёрная пешка · f6 чёрная пешка · g6 чёрная пешка · d5 чёрная пешка · e5 чёрный ферзь · f5 белый слон · c4 чёрная пешка · h4 белый ферзь · a3 белая пешка · e3 чёрная ладья · b2 белая пешка · c2 белая пешка · b1 белый король · f1 белая ладья · g1 белая ладья | e8 чёрная ладья · h8 чёрный конь · b7 чёрная пешка · f7 чёрный король · h7 белая пешка · a6 чёрная пешка · f6 чёрная пешка · g6 чёрная пешка · d5 чёрная пешка · e5 чёрный ферзь · f5 белый слон · c4 чёрная пешка · h4 белый ферзь · a3 белая пешка · e3 чёрная ладья · b2 белая пешка · c2 белая пешка · b1 белый король · f1 белая ладья · g1 белая ладья | e8 чёрная ладья · h8 чёрный конь · b7 чёрная пешка · f7 чёрный король · h7 белая пешка · a6 чёрная пешка · f6 чёрная пешка · g6 чёрная пешка · d5 чёрная пешка · e5 чёрный ферзь · f5 белый слон · c4 чёрная пешка · h4 белый ферзь · a3 белая пешка · e3 чёрная ладья · b2 белая пешка · c2 белая пешка · b1 белый король · f1 белая ладья · g1 белая ладья | 1 |
|   | a | b | c | d | e | f | g | h |   |

1. e4 e5 2. Кf3 Кc6 3. Сb5 d6 4. d4 Сd7 5. Кc3 Кge7 6. Сe3 Кg6 7. Фd2 Сe7 8. O-O-O a6 9. Сe2 ed 10. К:d4 К:d4 11. Ф:d4 Сf6 12. Фd2 Сc6 13. Кd5 O-O 14. g4 Лe8 15. g5 С:d5 16. Ф:d5?! Лe5 17. Фd2 С:g5! 18. f4 Л:e4 19. fg Фe7 20. Лdf1?! Л:e3 21. Сc4 Кh8!? 22. h4 c6 23. g6 d5? 24. gh+ Кр:h7 25. Сd3+ Крg8 26. h5 Лe8 27. h6 g6 28. h7+ Крg7 29. Крb1! Фe5 30. a3 c5 31. Фf2 c4 32. Фh4 f6 33. Сf5 Крf7 34. Лhg1 (см. диаграмму)
34 …gf! 35. Фh5+ Крe7 36. Лg8 Крd6? 37. Л:f5 Фe6 38. Л:e8 Ф:e8 39. Л:f6+ Крc5 40. Фh6 Лe7 41. Фh2? Фd7? 42. Фg1+ d4 43. Фg5+ Фd5 44. Лf5 Ф:f5 45. Ф:f5+ Крd6 46. Фf6+, 1 : 0